# Ponta de Corsen
A ponta de Corsen (em francês:  pointe de Corsen) é um cabo situado na comuna de Plouarzel, departamento de Finistère, em França. Este cabo é considerado como a fronteira entre o mar da Mancha e o oceano Atlântico.
É o ponto mais ocidental da França continental europeia, pois mais para oeste apenas as îles du Ponant, em particular Ouessant. Perto do extremo fica o farol de Trézien.

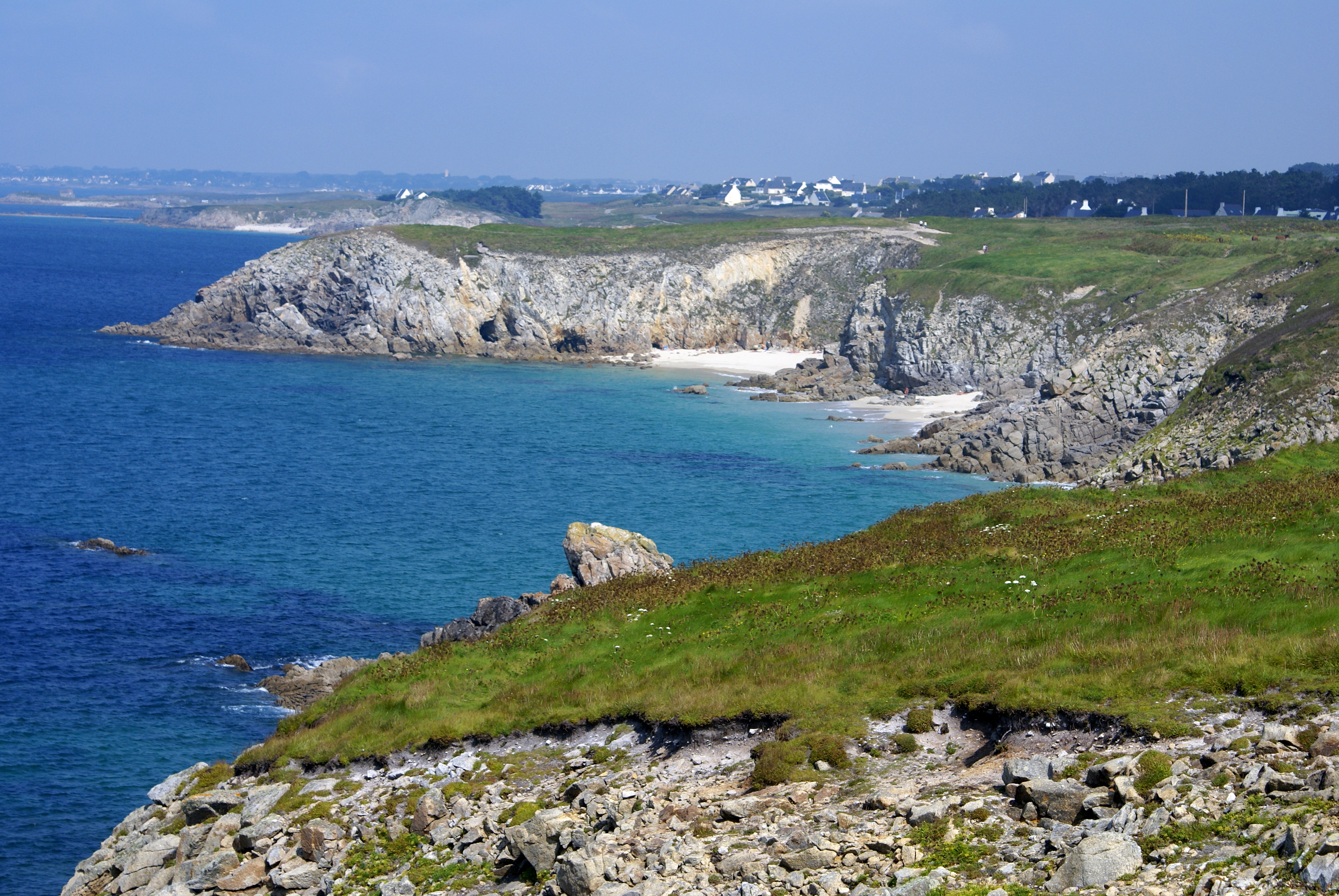
A ponta de Corsen